# Новое (Макаровский городской округ)
Но́вое — село в Макаровском городском округе Сахалинской области России.

## География
Село находится на юго-восточном берегу острова Сахалин, на берегу реки Нитуй, на расстоянии 42 км к северо-востоку от города Макаров, административного центра округа.

## История
Село возникло в окрестностях айнского первопоселения Котан-тис. В 1905—1945 годах принадлежало японскому губернаторству Карафуто и называлось Ниитой (яп. 新問). В 1947 году вошло в состав образованного Новского сельсовета.

## Население
| 1925 | 1935  | 2002  | 2010 | 2013 | 2021 |
| ---- | ----- | ----- | ---- | ---- | ---- |
| 749  | ↗3238 | ↘1052 | ↘766 | ↘718 | ↘553 |

### Половой состав
Согласно результатам переписи 2002 года, в селе проживало 1052 человека (531 мужчина и 521 женщина).

### Национальный состав
Согласно результатам переписи 2002 года, в национальной структуре населения русские составляли 90 % из 1052 чел.

## Улицы
| - ул. Вокзальная, - ул. Заводская, - ул. Лесопильная, - ул. Механическая, | - ул. Новая, - ул. Октябрьская, - ул. Первомайская, - ул. Привокзальная, | - ул. Свободная, - ул. Советская, - ул. Строительная, - ул. Центральная. |

## Экономика
В селе действуют рыболовное хозяйство ООО «Туровка» и сельхозпредприятие ООО «Новое». 25 ноября 2016 года открылось новое овощехранилище с современными системами климат-контроля и холодильными камерами, вместимостью 3 тысячи тонн.

## Инфраструктура
В селе функционируют средняя общеобразовательная школа, детский сад, дом культуры, ФАП.

## Транспорт
В селе расположена станция Новое Сахалинского региона Дальневосточной железной дороги.